# Coopé
La Balandra de Coopé fue un buque mercante brevemente utilizado como buque correo en las guerras civiles argentinas.

## Historia
La Balandra de Coopé, llamada así por ser propiedad de Santiago Coopé, era un buque con matrícula de Buenos Aires
dedicado a la pesca en el Río de la Plata. Buque muy ligero y adecuado para operar en aguas poco profundas, fue requisada para correo durante la sublevación contra el Director Supremo de las Provincias Unidas del Río de la Plata Carlos María de Alvear en el primer trimestre de 1815.
Tripulada por su patrón y 6 marineros y con un pedrero montado en el mes de abril de 1815 naufragó en las proximidades de la Isla Martín García, salvándose la tripulación y llegando el correo a destino.
Tras la caída de Alvear, que se hizo efectiva ese mismo mes, Coopé fue indemnizado por la pérdida total de su nave.